# Government Communications Headquarters

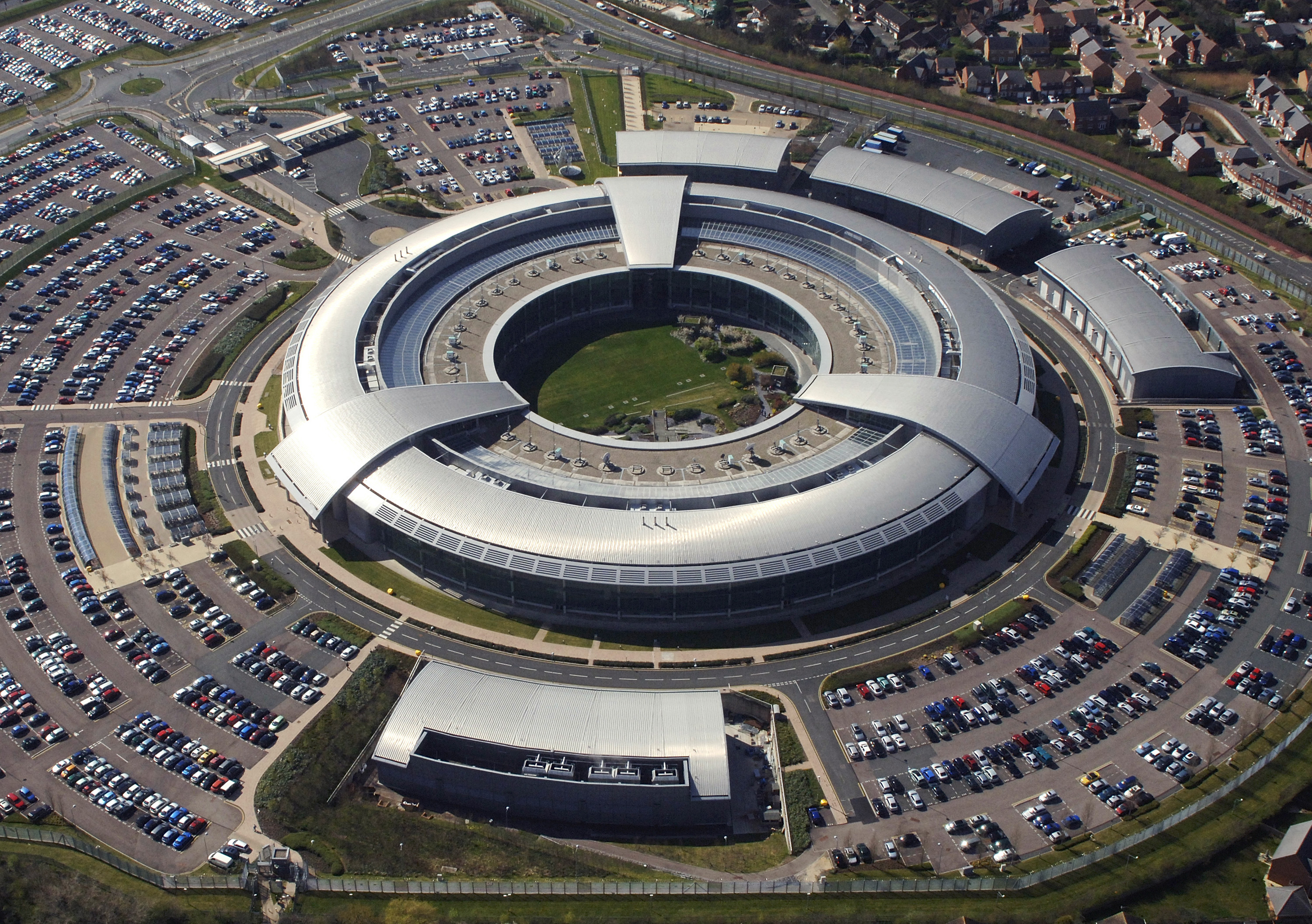
Government Communications Headquarters hoofdkwartier in Cheltenham.

Het Government Communications Headquarters (GCHQ), (Nederlands: Hoofdkwartier voor Regeringscommunicatie), is een Britse inlichtingendienst die zich bezighoudt met informatiebeveiliging en het onderscheppen van communicatieverkeer, ook wel bekend als signals intelligence (sigint).

## Organisatie
De GCHQ, die voor 1946 bekendstond als Government Code and Cipher School (GC&CS), (Code- en Geheimschriftschool voor de Regering), behoort tot de portefeuille van de minister voor Buitenlandse en Gemenebestzaken. De in 1919 opgerichte dienst was gevestigd in het landhuis Bletchley Park, waar zij zich tijdens de Tweede Wereldoorlog bezig hield met het ontcijferen van het communicatieverkeer van Nazi-Duitsland. Een belangrijk onderdeel daarvan was het kraken van de Enigma en vergelijkbare Duitse encryptie-apparatuur. 
Tussen 1952 en 1954 verhuisde GCHQ naar Cheltenham, waar de medewerkers werden verdeeld over twee locaties: een in Benhall in het westen en een in Oakley in het oosten van Cheltenham. De locatie in Oakley werd in 2011 gesloten, waarna alle activiteiten werden verplaatst naar Benhall, waar de dienst in 2003 een nieuw hoofdkwartier in gebruik had genomen dat vanwege zijn ronde vorm de bijnaam Doughnut kreeg.
GCHQ beschikt over een reeks van afluisterstations, waaronder een groot afluisterstations in Bude en op de basis RAF Menwith Hill nabij Harrogate. In 2018 werd bekendgemaakt dat GCHQ in 2019 een nieuwe locatie wil openen in Manchester. Het onderdeel National Cyber Security Centre (NCSC), verantwoordelijk voor computerbeveiliging, kreeg in 2017 een nieuw hoofdkantoor nabij Victoria in Londen.
GCHQ wordt vaak in verband gebracht met ECHELON.

## Snowden-onthullingen
Uit onthullingen van Edward Snowden bleek in 2013 en 2014 dat GCHQ zeer nauw samenwerkt met de Amerikaanse National Security Agency en de afluisterdiensten van Canada, Australië en Nieuw-Zeeland. Tezamen vormen zij de Five Eyes en wisselen als zodanig onderling inlichtingen, kennis en apparatuur uit ten behoeve van wereldwijd plaatsvindende afluisteroperaties.
In juni 2013 werd onthuld dat GCHQ in 2009 telefoongesprekken en computerverkeer van buitenlandse deelnemers aan de G20-top in Londen had onderschept. De verkregen informatie was doorgespeeld aan ministers van de Britse regering. Ook bleek de dienst e-mailcorrespondentie, sociaalnetwerksites en telefoonverkeer vanuit Duitsland systematisch in de gaten te houden.
Volgens uitgelekte documenten werd Bics, onderdeel van Belgacom, jarenlang door de Britse geheime dienst bespioneerd. Het 'ultieme doel' van de spionagepoging was het uitvoeren van man-in-the-middle-aanvallen in Afrika en het Midden-Oosten.
Het in bulk onderscheppen van communicatie en het opvragen van data bij telecombedrijven door GCHQ werd in 2018 strijdig bevonden met de mensenrechten (zaak-Big Brother Watch and Others v. the United Kingdom). Het Europees Hof voor de Rechten van de Mens oordeelde dat de Britse regelgeving die dit toeliet inbreuk maakte op de eerbiediging van het privé- en familieleven en op de persvrijheid (wegens onvoldoende waarborgen voor de bescherming van journalistieke bronnen).

## Informatiebeveiliging
Naast het afluisteren van buitenlandse elektronische communicatie (Sigint), is GCHQ van oudsher betrokken bij het beveiligen van de Britse overheidscommunicatie. Als zodanig houdt de dienst zich bezig met alle aspecten van cryptografie, zoals klassieke en moderne cryptografie, theoretische onderwerpen, cryptoanalysetechnieken, historische onderwerpen en
oefeningen in cryptoanalyse, en er is ook een jaarlijkse GCHQ code cracking challenge.